# Albertogaudrya
Albertogaudrya es un género extinto de mamífero astrapoterio que vivió en la actual provincia de Salta, Argentina (25°48′S 65°24′O / -25.8, -65.4, en una localidad antigua con las paleocoordenadas 28°12′S 55°54′O / -28.2, -55.9) durante el Eoceno, datando de la SALMA Casamayorense, hace unos 55.8 a 33.9 millones de años. El nombre del género es en homenaje del paleontólogo francés Albert Gaudry.

## Especies
Se reconocen dos especies para este género: A. carahuasensis y A. unica. A. carahuasensis difiere de A. unica por sus características dentales: tener premolares más pequeños, con un m1 con talónidos más largos y un trigónido más amplio, p3-m1 con sulcos externos poco profundos y sin los cíngulos, y un hipolófido menos curvado. A. carahuasensis es conocido a partir de una mandíbula fragmentaria.